# Regering-De la Fontaine
De Regering De la Fontaine was van 1 augustus tot 2 december 1848 in het Groothertogdom Luxemburg aan de macht.
| Persoon                                | ambt |
| -------------------------------------- | --- |
| K.H. Willem II van Luxemburg           | groothertog                                                                                             |
| Gaspard-Théodore-Ignace de la Fontaine | President van de Regering, administrateur-generaal van Buitenlandse Zaken, Justitie en Religieuze Zaken |
| Vendelin Jurion                        | administrateur-generaal van Binnenlandse Zaken                                                          |
| Charles-Mathias Simons                 | administrateur-generaal van Communale Zaken                                                             |
| Jean-Pierre André                      | administrateur-generaal ad interim van Openbare Werken, Communes en Militaire Zaken                     |
| Jean Ulveling                          | administrateur-generaal van Financiën                                                                   |